# D.B.P.I.T.
D.B.P.I.T. steht als Abkürzung für Der bekannte post-industrielle Trompeter und ist ein Musikprojekt des römischen Künstlers Flavio Rivabella.

## Überblick
Rivabella begann seine künstlerische Laufbahn als Dichter und Performer und hatte Auftritte in kleineren römischen Off-Theatern. Doch auch sein Interesse an Musik begann recht früh, seine erste Band nannte sich The Sentinels. Rivabella spielt Trompete und ist seit den 1990er Jahren an weiteren subkulturellen Projekten des römischen Underground und darüber hinaus beteiligt. Die Bandbreite reicht von Post-Industrial über Folklore bis Rock und Jazz; zu den bekanntesten Bands zählen Novy Svet, Circus Joy und Mushroom's Patience. Neben seinem Hauptinstrument hat er ein großes Interesse an Feldaufnahmen unterschiedlicher Alltagsgeräusche, die er nachträglich verfremdet und zu kollagenartigen Werken zusammenführt. Dies mit seiner Trompete nach eigenen Vorstellungen kombinieren zu können, war ein Hauptgrund, kurz nach 2000 sein eigenes Projekt ins Leben zu rufen, dessen Name eine augenzwinkernde Bezugnahme auf eine Erwähnung in der Musikpresse darstellt. Das erste Soloalbum trägt den Titel "Eleven" und erschien 2001. Rivabella verzichtet in der Regel vollständig auf elektronisch erzeugte Sounds, manchmal sogar komplett auf die elektronische Nachbearbeitung seiner Cut-Ups. Dennoch hat sich die Bezeichnung "Elektroakustik" als Genrebegriff für seine Musik in der Berichterstattung weitgehend etabliert. An seinen Arbeiten beteiligen sich regelmäßig Gastmusiker, die u. a. Gesang und gesprochene Texte beisteuern, wie jüngst der Japaner Kenji Siratori. In seinen jüngsten Projekten wendet sich Rivabella verstärkt intermedialen Konzepten zu, kombiniert seine Musik mit Videoarbeiten, Design und anderen Werken der Bildenden Kunst. Exemplarisch zu nennen sind seine Zusammenarbeiten mit der ebenfalls in Rom lebenden Malerin und Illustratorin XxeNa. Rivabella betreibt außerdem die beiden Projekte The Growing Crystals Lab und (mit Marcello Fraioli) Space Allience.

## Diskografie (Auswahl)
- Eleven (CD, Misty Circles 2002)
- The Outstanding Story Of Mr. Mallory (CD, Sweet Farewell 2004)
- Journey To The Centre Of Noise (CDr, Deserted Factory 2007)
- Alien Symbiosis (CDr, Deserted Factory 2008 zusammen mit XxeNa)
- Drawings At An Exhibition (CDr, FinalMuzik/GattoAliano 2009 mit XxeNa)